# Entrevernes
Entrevernes és un municipi francès situat al departament de l'Alta Savoia i a la regió d'Alvèrnia-Roine-Alps. L'any 2007 tenia 196 habitants.

## Demografia

### Població
El 2007 la població de fet d'Entrevernes era de 196 persones. Hi havia 84 famílies de les quals 28 eren unipersonals (12 homes vivint sols i 16 dones vivint soles), 20 parelles sense fills i 36 parelles amb fills.
La població ha evolucionat segons el següent gràfic:
Habitants censats

### Habitatges
El 2007 hi havia 154 habitatges, 79 eren l'habitatge principal de la família, 55 eren segones residències i 20 estaven desocupats. 122 eren cases i 31 eren apartaments. Dels 79 habitatges principals, 55 estaven ocupats pels seus propietaris, 20 estaven llogats i ocupats pels llogaters i 4 estaven cedits a títol gratuït; 2 tenien una cambra, 14 en tenien dues, 8 en tenien tres, 17 en tenien quatre i 38 en tenien cinc o més. 61 habitatges disposaven pel capbaix d'una plaça de pàrquing. A 28 habitatges hi havia un automòbil i a 45 n'hi havia dos o més.

### Piràmide de població
La piràmide de població per edats i sexe el 2009 era:
| Homes | Edats   | Dones |
| ----- | ------- | ----- |
| 0     | 95 o +  | 0     |
| 0     | 90 a 94 | 4     |
| 4     | 85 a 89 | 0     |
| 0     | 80 a 84 | 0     |
| 8     | 75 a 79 | 4     |
| 8     | 70 a 74 | 4     |
| 0     | 65 a 69 | 4     |
| 0     | 60 a 64 | 4     |
| 0     | 55 a 59 | 0     |
| 8     | 50 a 54 | 4     |
| 4     | 45 a 49 | 8     |
| 12    | 40 a 44 | 16    |
| 12    | 35 a 39 | 0     |
| 4     | 30 a 34 | 8     |
| 0     | 25 a 29 | 0     |
| 0     | 20 a 24 | 0     |
| 8     | 15 a 19 | 16    |
| 20    | 10 a 14 | 8     |
| 4     | 5 a 9   | 4     |
| 4     | 0 a 4   | 12    |

## Economia
El 2007 la població en edat de treballar era de 136 persones, 112 eren actives i 24 eren inactives. De les 112 persones actives 106 estaven ocupades (65 homes i 41 dones) i 6 estaven aturades (1 home i 5 dones). De les 24 persones inactives 6 estaven jubilades, 10 estaven estudiant i 8 estaven classificades com a «altres inactius».

### Ingressos
El 2009 a Entrevernes hi havia 78 unitats fiscals que integraven 199 persones, la mediana anual d'ingressos fiscals per persona era de 18.872 €.

### Activitats econòmiques
Dels 10 establiments que hi havia el 2007, 1 era d'una empresa de construcció, 1 d'una empresa de comerç i reparació d'automòbils, 1 d'una empresa d'hostatgeria i restauració, 2 d'empreses immobiliàries, 3 d'empreses de serveis i 2 d'empreses classificades com a «altres activitats de serveis».
Dels 3 establiments de servei als particulars que hi havia el 2009, 1 era una lampisteria, 1 electricista i 1 perruqueria.
L'any 2000 a Entrevernes hi havia 8 explotacions agrícoles que ocupaven un total de 196 hectàrees.

## Equipaments sanitaris i escolars
El 2009 hi havia una escola elemental.

## Poblacions més properes
El següent diagrama mostra les poblacions més properes.